# Nyctemera doubledayi
Nyctemera doubledayi là một loài bướm đêm thuộc phân họ Arctiinae, họ Erebidae.